# Hubert Baumgärtel
Walter Hubert Baumgärtel (geboren am 27. Oktober 1885 in Berlin; gestorben im Dezember 1973 ebenda) war ein deutscher Kunsthistoriker und Verleger.

## Leben
Baumgärtel war der Sohn des Kunsthistorikers und Verlegers Max Baumgärtel (1852–1925). Er war ab dem 1. Januar 1914 für Band 10 Mitarbeiter der Redaktion des Allgemeinen Lexikons der Bildenden Künstler von der Antike bis zur Gegenwart, für die Bände 11–12, 14–15 und 20 verfasste er Artikel. Am 9. November 1914 heiratete er Elise Jenny (geborene Goldschmidt), die später als Ägyptologin tätig war, und mit der er drei Töchter hatte. Sie wohnten in Berlin-Zehlendorf in der Königstraße Nr. 32. Beide traten 1923 der Deutschen Morgenländischen Gesellschaft bei. Er trat 1922 gemeinsam mit dem Kunsthistoriker Ernst Rathenau (1898–1986) in den „Euphorion-Verlag Dr. Abraham Horodisch & Siegfried Pfankuch“ ein und war als Geschäftsführer tätig. Im Verlag war er vor allem an expressionistischer Graphik interessiert und er war für den Ausbau dieses Zweiges der Verlagstätigkeit zuständig. Das Verlagsgeschäft wurde um die Euphorion Kunsthandlung erweitert. Im Jahr 1925 schied er aus der Geschäftsleitung aus. Seine Ehe war unglücklich und wurde 1929 geschieden. Er kam seinen Unterhaltsverpflichtungen nie nach. Von 1937 bis 1940 führte Baumgärtel als Inhaber den seit 1897 bestehenden, von seinem Vater gegründeten „Historischen Verlag Baumgärtel“ in Berlin. 1959 wohnte er in Berlin-Wilmersdorf, Uhlandstraße 78.